# Patach
Patach (Hebreeuws: פַּתָּח) is één van de Hebreeuwse diakritische tekens (nikoed) die, voornamelijk in religieuze teksten, gebruikt wordt om klinkers in te voegen (vocaliseren). Hiervoor wordt deze gebruikt om de a-klank /a/ zoals deze in papa aan te duiden.
In het Hebreeuws wordt naast patach een variant op dit teken gebruikt: chataf patach. Chataf patach (Hebreeuws: חֲטַף פַּתַח) wordt weergegeven door middel van patach met daarnaast twee verticale stippen (sjwa). Deze combinatie zorgt in theorie voor een nog kortere a-klank, echter wordt er geen onderscheid meer gemaakt tussen de lengte van deze twee klanken in het moderne Hebreeuws. 
Ook in het Jiddisch wordt patach (Jiddisch: pasech) gebruikt. Dit zowel in combinatie met alef (אַ, pasech alef) als met twee keer jod (ײַ, pasech tsvej joedn). Pasech alef geeft een a-klank (/a:/) weer, pasech tsvej joedn een aj-klank (/a:j/).